# 朝鮮珠螺
朝鮮珠螺（学名：Lunella coreensis），舊屬原始腹足目蝾螺科蝾螺屬，今屬古腹足目蠑螺科珠螺屬。主要分布于朝鮮半島和日本沿岸。

## 概述
本物種的外殼長由12 mm到27 mm之間，與瘤珠螺的外殼相似，但更不規則。

## 分布
這個海洋物種在西北太平洋生活，特別是日本與朝鮮半島的海岸

## 外部連結
- Gastropods.com: Lunella (Lunella) coreensis （页面存档备份，存于）